# Contea di Ortenburg
La contea di Ortenberg (nel 1530 mutato nella forma Ortenburg) fu una contea minore del sudest della Baviera, in Germania, a circa 10 km ad ovest di Passavia.
Il primo utilizzo del titolo di conte di Ortenberg risale al 1141.
Nel 1395 la contea di Ortenberg fu suddivisa nelle tre Contee di Ortenberg-Altortenberg (estinta nel 1446), Ortenberg-Dorfbach (estinta nel 1462) e Ortenberg-Neuortenberg.
Nel 1417 la contea divenne stato imperiale.
Nel 1462 a seguito della morte del conte Alram II, la contea di Ortenburg-Dorfbach fu annessa a Ortenburg-Neuortenburg.
Ortenburg-Neuortenburg passò alla Baviera alla secolarizzazione del Sacro Romano Impero nel 1805.

## Conti di Ortenberg
| Nome                | Periodo/i di regno                                                                   | Note                     |
| Rapoto I            | 1134–1186 Conte di Ortenberg, 1163–1186 Conte di Murach, 1173–1186 Conte di Kraiburg | Figlio di Enghelberto II |
| Rapoto II           | 1186–1231 Conte di Kraiburg, 1209–1231 Conte palatino di Baviera                     | Figlio di Rapoto I       |
| Enrico I            | 1186–1241 Conte imperiale di Ortenberg, 1186–1238 Conte di Murach                    | Figlio di Rapoto I       |
| Rapoto III          | 1231–1248 Conte di Kraiburg, 1231–1248 Conte palatino di Baviera                     | Figlio di Rapoto II      |
| Enrico II di Schenk | 1241–1257 Conte imperiale di Ortenberg                                               | Figlio di Enrico I       |
| Ghebardo            | 1238–1272 Conte di Murach, 1257–1275 Conte imperiale di Ortenberg                    | Figlio di Enrico I       |
| Rapoto IV           | 1238–1272 Conte di Murach, 1275–1296 Conte imperiale di Ortenberg                    | Figlio di Enrico I       |
| Enrico III          | 1297 (minorenne), 1321–1345 Conte imperiale di Ortenberg                             | Figlio di Rapoto IV      |
| Enrico IV           | 1346–1395 Conte imperiale di Ortenberg                                               | Figlio di Enrico III     |
| Ezzelino I          | 1395–1444 Conte di Alt-Ortenberg, 1422–1444 Conte imperiale di Ortenberg             | Figlio di Enrico IV      |
| Aleramo II          | 1444–1460 Conte imperiale di Ortenberg, 1444–1460 Conte di Dorfbach                  | Figlio di Aleramo I      |

## Conti di Ortenburg-Neuortenburg (1395 - 1805)
| Nome                               | Periodo/i di regno | Note                            |
| Giorgio I                          | 1395–1422 Conte imperiale di Ortenberg, 1395–1422 Conte di Neu-Ortenberg                                                                                     | Figlio di Enrico IV             |
| Enrico V                           | 1422-1449 Conte imperiale di Ortenberg, 1395–1422 Conte di Neu-Ortenberg                                                                                     | Figlio primogenito di Giorgio I |
| Giorgio II                         | 1449–1488 Conte di Neu-Ortenberg, 1449–1488 Conte di Saldenburg, 1461–1488 Conte imperiale di Ortenberg                                                      | Figlio di Enrico V              |
| Sebastiano I il Cacciatore         | 1449–1490 Conte di Alt-Ortenberg, 1488–1490 Conte imperiale di Ortenberg                                                                                     | Figlio di Enrico V              |
| Volfango                           | 1490–1519 Conte imperiale di Ortenberg | Figlio di Giorgio II            |
| Ulrico II                          | 1491–1524 Conte di Dorfbach, 1511–1524 Conte di Söldenau, 1519–1524 Conte imperiale di Ortenberg                                                             | Figlio di Sebastiano I          |
| Cristoforo I                       | 1517–1551 Signore di Mattighofen e Neudeck, 1524–1551 Conte imperiale di Ortenberg; dopo la modifica del nome di famiglia nell'anno 1530: Conte di Ortenburg | Figlio di Sebastiano I          |
| Gioacchino                         | 1551–1600 Signore di Mattighofen e Neudeck, 1551–1600 Conte imperiale di Ortenburg                                                                           | Figlio di Cristoforo I          |
| Enrico VII                         | 1600–1603 Conte imperiale di Ortenburg | Figlio di Giovanni III          |
| Giorgio IV                         | 1603–1627 Conte imperiale di Ortenburg | Figlio di Ulrico III            |
| Federico Casimiro il conte pittore | 1627–1658 Conte imperiale di Ortenburg | Figlio di Enrico VII            |
| Giorgio Reinardo                   | 1658–1666 Conte imperiale di Ortenburg | Figlio di Giorgio IV            |
| Cristiano                          | 1666–1684 Conte imperiale di Ortenburg | Figlio di Giorgio IV            |
| Giorgio Filippo                    | 1684–1702 Conte imperiale di Ortenburg | Figlio di Giorgio Reinardo      |
| Giovanni Giorgio                   | 1702 (minorenne), 1706–1725 Conte imperiale di Ortenburg | Figlio di Giorgio Filippo       |
| Carlo III                          | 1725 (minorenne), 1739–1776 Conte imperiale di Ortenburg | Figlio di Giovanni Giorgio      |
| Carlo Alberto                      | 1776–1787 Conte imperiale di Ortenburg | Figlio di Carlo III             |
| Giuseppe Carlo                     | 1787 (minorenne), 1801–1805 Conte imperiale di Ortenburg, 1805–1831 Conte di Ortenburg-Tambach                                                               | Figlio di Carlo Alberto         |